# مارجوري ميريويذر بوست
مارجوري ميريويذر بوست (بالإنجليزية: Marjorie Merriweather Post)‏ (15 مارس 1887- 12 سبتمبر 1973)، سيدة أعمال أمريكية واجتماعية وصاحبة شركة جنرال فودز للأغذية، أنفقت الكثير من ثروتها في سبيل جمع أعمال الفن، وخاصة فن ما قبل الثورة الروسي، تُعرض معظم الأعمال الفنية التي جمعتها الآن في هيلوود، في المتحف الذي كان ملكًا لها. وهي معروفة أيضًا بقصرها مار لاغو في بالم بيتش في فلوريدا، والذي أصبح بعد وفاتها منتجعًا مملوكًا للرئيس دونالد ترامب.

## حياتها المبكرة
ولدت مارجوري ميريويذر بوست في سبرينغفيلد بولاية إلينوي، وهي الابنة الوحيدة لكارليس وليام بوست وإيلا ليتيتيا ميريويذر. توفي والدها عندما كانت في سن 27 وأصبحت بعد وفاته مالكةً لشركة بوستوم للحبوب والتي تأسست في عام 1895 وكانت سريعة النمو. أصبحت فيما بعد أغنى امرأة في الولايات المتحدة، بثروة تقدر بنحو 250 مليون دولار أمريكي.
التحقت بوست بمعهد وكلية ماونت فيرنون (حرم جامعة ماونت فيرنون بجامعة جورج واشنطن الآن). احتفظت وعلى مدار الحياة بعلاقة وثيقة مع مدرستها الأم وخدمت كأول أمين لها. يُحتفظ اليوم بمجموعة من مراسلاتها مع مسؤولي كلية ماونت فيرنون في مركز أبحاث المجموعات الخاصة في جي.دبليو.يو. تحتفظ مجموعة بنتلي التاريخية بجامعة ميشيغان بمجموعة كاملة من الأوراق الشخصية الخاصة بها وكذلك أوراق والدها.

## نمط حياتها
كان منزل بوست الفخم هو مار-إيه-لاغو على شاطئ بالم في فلوريدا، بالإضافة إلى هيلوود وغيرها، صممه ماريون سيمز ويث وجوزيف أوربان، وهبت بوست «مار لاغو» للحكومة الفدرالية للولايات المتحدة عام 1973 ليصبح منتجعًا للرؤساء والزيارات الشخصية الأجنبية المرموقة. وبالرغم من ذلك، لم يستخدم القصر أبدًا من أجل هذا الغرض قبل إعلانه معلمًا تاريخيًا وطنيًا في عام 1980.
تمتلك بوست مع زوجها الثاني إي.إف.هوتون «سي كلاود (هوسار 5)» الذي صُنف كأكبر يخت بحري مملوك للقطاع الخاص في العالم في ذلك الوقت. بالإضافة لامتلاكها كامب توبريدج على بحيرة سانت ريجيس العليا في آديرونداكس، والتي اعتبرت أنها «ملاذ ريفي». تتضمن نزلًا رئيسيًا مجهزًا بالكامل ومقصورات خاصة للضيوف، جُهزت كل منها بشكل مميز خاص. احتوى المعسكر الكبير الممتد والذي شيده بينامين مونسيل عام 1923 على ما يقارب الـ 70 مبنى، بالإضافة إلى داتشا روسيًا على مساحة 300 فدان. كان واحدًا من بين اثنين فقط من معسكرات أديرونداك التي ظهرت في مجلة لايف. تشاركت مع جوزيف ديفيز في منزل آخر في العاصمة واشنطن وسُمي تريجارون.
تُعرض بعض مجوهرات بوست والتي ورثتها في معهد سميثسونيان في العاصمة واشنطن، في معرض هاري وينستون. تشمل القطع الموجودة في المجموعة قلادة نابليون الماسية وتاج ماري لويز، وهي قلادة من الألماس والفيروز عيار 275 (55 جم) وقلادة أعطاها نابليون الأول لزوجته الثانية، الإمبراطورة ماري لويز وزوج من الأقراط المرصعة بالألماس على شكل الكمثرى 14 قيراطًا (2.8 جم) و20 قيراطًا (4 جم)، كانت ملكًا لماري أنطوانيت، بلو هارت دايمند، خاتم ألماس أزرق على شكل قلب بحجم 30.82 قيراط (6.164 جم) وقلادة وخاتم من الزمرد والألماس، كانت ملكًا للإمبراطور المكسيكي ماكسيميليان.
موّلت بوست مستشفى تابعًا للجيش الأمريكي في فرنسا خلال الحرب العالمية الأولى، ومنحتها الحكومة الفرنسية وسام جوقة الشرف بعد عدة عقود. سُميت ماريويذر بوست بافيليون، وهو مكان للحفلات في الهواء الطلق في كولومبيا بولاية ماريلاند باسمها تكريمًا لها.
كانت من بين أول ثلاثة متلقين لجائزة «سيلفر فاون» في عام 1971، والتي قدمتها مسابقة الكشافة الأمريكية. سُميت بحيرة ميريويذر التي تبلغ مساحتها 425 فدانًا (172 هكتار) في محمية جاسان الكشفية في جوشين بولاية فرجينيا باسمها، تكريماً لها.

### مجموعة الفن الروسي
بدأت الحكومة السوفيتية بيع الكنوز الفنية وغيرها من الأشياء الثمينة التي استولت عليها من عائلة رومانوف والأرستقراطيين الروس السابقين بعد الثورة الروسية من أجل كسب العملة الصعبة بسبب برامجها للتسلح والعسكرية خلال الثلاثينيات من القرن الماضي في عهد جوزيف ستالين. ادعى النقاد أن هذه الأشياء قد صودرت؛ ومع ذلك، كانت معاملات بوست ودافيز معترفًا بها من السلطة الحكومية. لم تشارك هي ولا ديفيز في الاستيلاء الأصلي على العناصر. ظهرت ادعاءات في وقت لاحق بأن العديد من الأعمال الفنية من معرض تريتياكوف وغيرها من المجموعات إما تبرعوا بها أو قدموها بأسعار رمزية لبوست وديفيز، إذ كان كلاهما من هواة جمع التحف الفنية. يُزعم أيضًا أن ديفيز اشترى الفن المصادر من المواطنين السوفيت بعد الثورة الروسية، بما في ذلك ضحايا إرهاب ستالين بأسعار مخفضة من السلطات السوفيتية. يمكن الاطلاع على العديد من الأشياء والتي ما زالت ضمن مورثات بوست في هيلوود. أصبحت هيلوود متحفًا خاصًا منذ وفاة بوست وتعرض مجموعتها الفنية الفرنسية والروسية، وتتميز بأعمال فابيرجي وخزف سيفر والأثاث الفرنسي والمنسوجات واللوحات.

## حياتها الشخصية
تزوجت بوست أربع مرات. تزوجت من إدوارد بينيت كلوز من غرينتش في كونيتيكت والذي كان يعمل رجلًا مصرفيًا، وتطلقا في عام 1919 بعد أن أنجبا ابنتين:
- أديلاز كلوز (1908- 1998)، تزوجت ثلاث مرات، لتوماس ويلز دورانت وميرال ماكنيل وأوغستوس ريجز الرابع.[17]
- إليانور بوست كلوز (1909- 2006)، والمعروفة لاحقًا في وسائل الإعلام باسم «إليانور بوست هوتون»، تزوجت ست مرات، من المخرج السينمائي بريستون ستورجس وايتيان ماري روبرت غوتييه وجورج كورتيس راند وهانز هاب وأوين جونسون (ابن المؤلف أوين جونسون) وقائد الأوركسترا ليون بارزين. أصبح إدوارد بينيت كلود لاحقًا من خلال زواجه الثاني جد الأب للممثلة غلين كلوز.

تزوجت بوست للمرة الثانية في عام 1920، من الممول إدوارد فرانسيس هوتون. وأصبحت في عام 1923 رئيسة لمجلس إدارة شركة بوستوم للحبوب، وطوروا مجموعة من أكبر المنتجات الغذائية، بما في ذلك أغذية بيردسي المثلجة. أصبحت الشركة المؤسسة العامة للأغذية في عام 1929. تطلقت بوست وهوتون في عام 1935. أنجبا ابنة واحدة:
- ندينيا مارجوري هوتون (1923- 2017)، والمعروفة باسم الممثلة دينا ميريل.[18]

## روابط خارجية
- مارجوري ميريويذر بوست على موقع IMDb (الإنجليزية)